# Kirgizisztán elnöke
Kirgizisztán elnöke a Kirgiz Köztársaság elnöki tisztségét tölti be.  

## Története
A Kirgiz Köztársaság, más néven Kirgizisztán 1990-ben kiáltotta ki a függetlenségét. Az első elnökválasztásokat 1991 októberében tartották,amelyeket 95 %-kal Aszkar Akajev nyert meg. Ő 2005-ig állt az ország élén. 2005-ben a Tulipános forradalom üldözte el a hatalomról. Utóda Kurmanbek Bakijev lett,aki a 2007-es alkotmánymódosítással elvesztette népszerűségét. A 2010-es Kirgizisztáni forradalom után Roza Otunbajeva az új elnök, egyben az ország első elnök-asszonya. 2011 és 2017 között az ország elnöke Almazbek Atambajev volt.
Az ország jelenlegi államfője Szooronbaj Dzseenbekov.

## Galéria

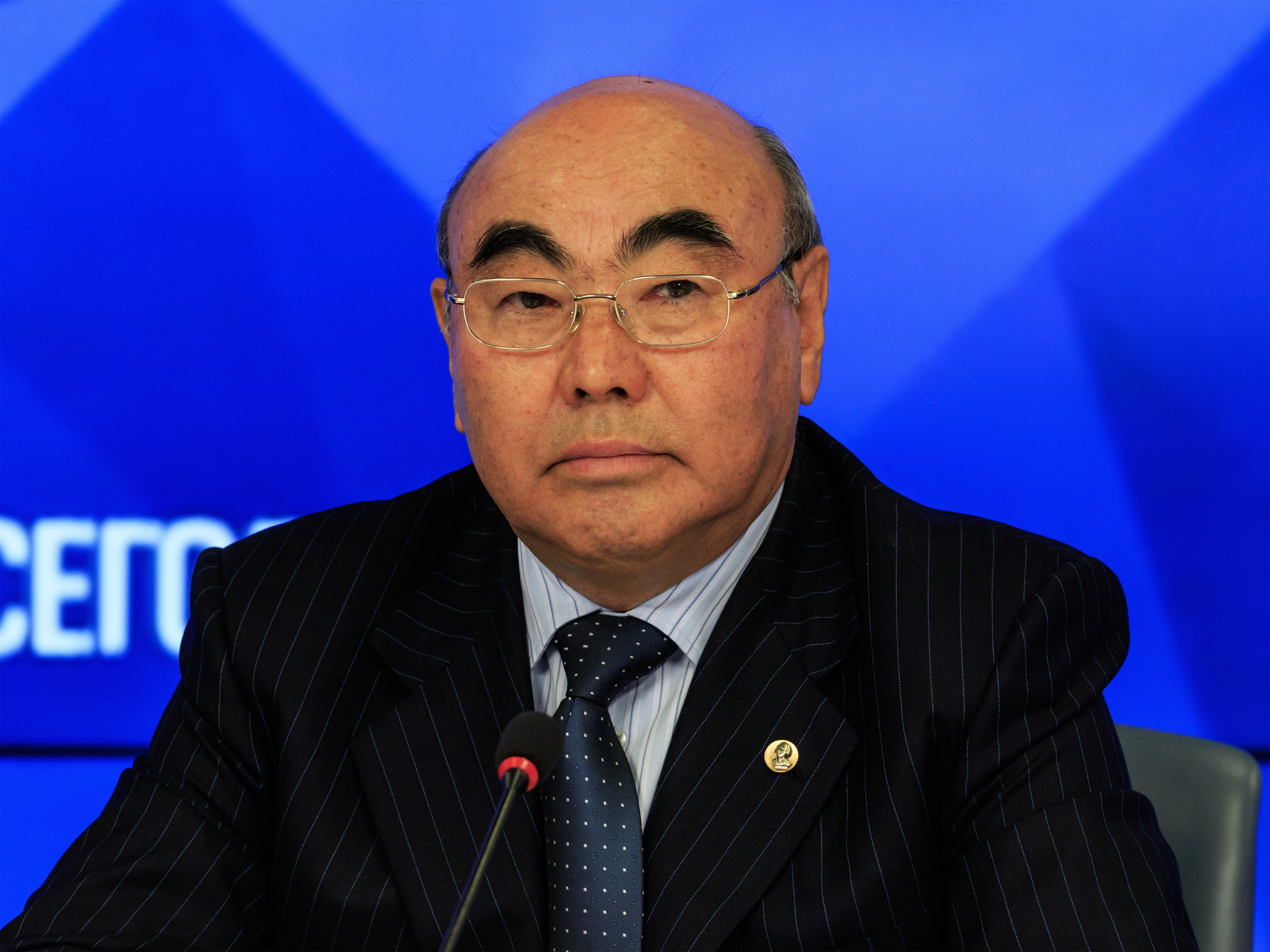
Aszkar Akajev 2016-ban
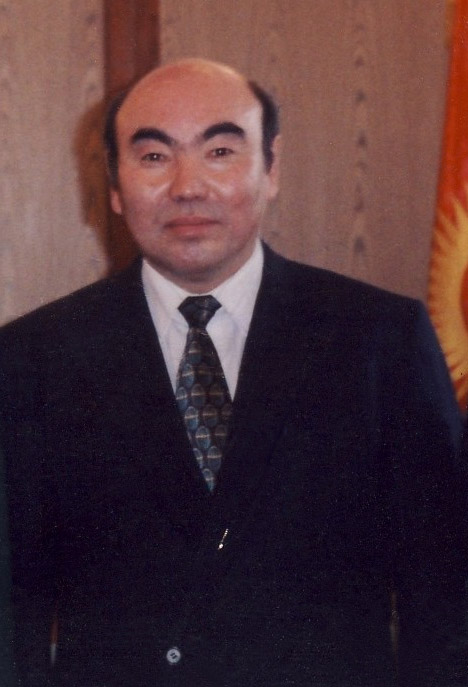
Akajev 2001-ben
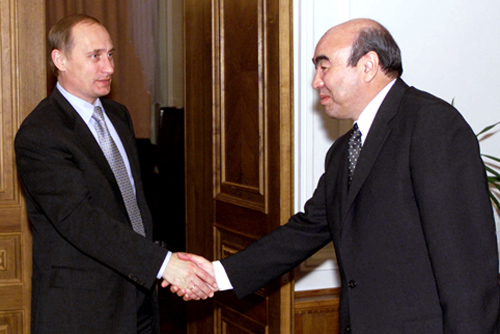
Akajev és Putyin orosz elnök
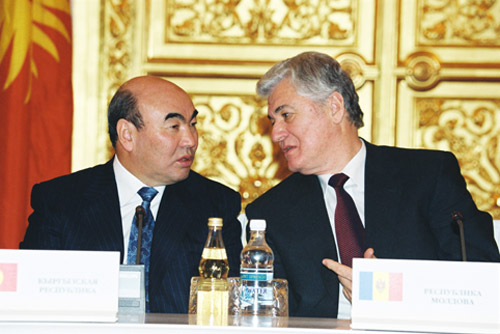
Vlagyimir Voronin Moldáv elnök és Akajev kirgiz elnök 2001-ben
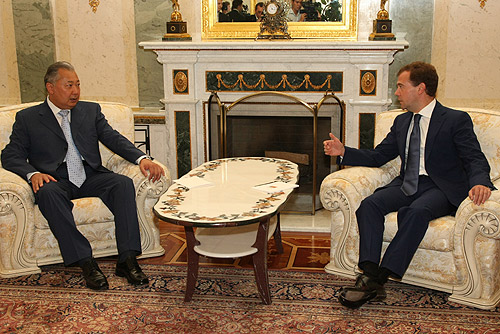
Medvegyev orosz elnök és Kurmanbek Bakijev 2008-ban
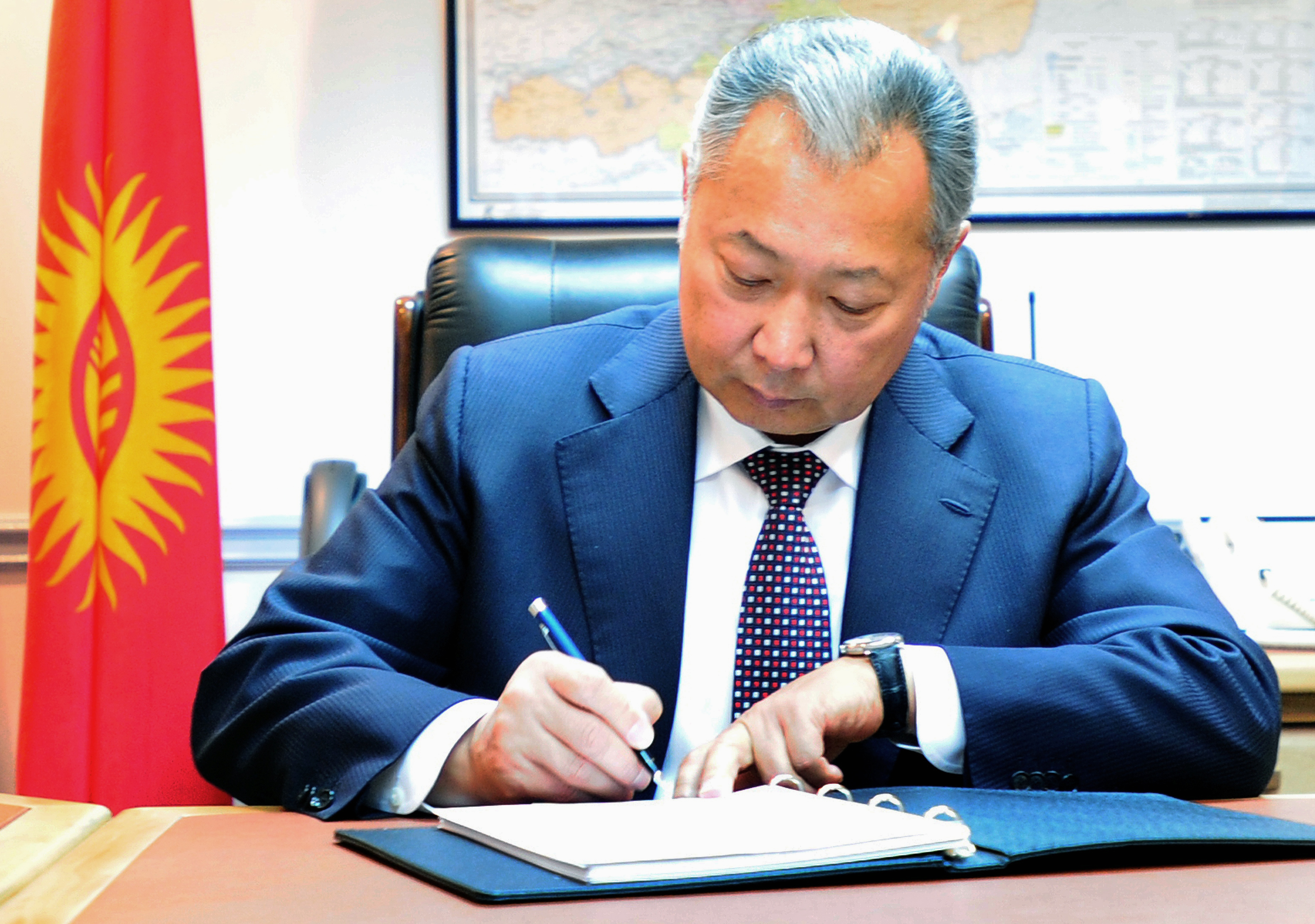
Bakijev kirgiz elnök 2009-ben
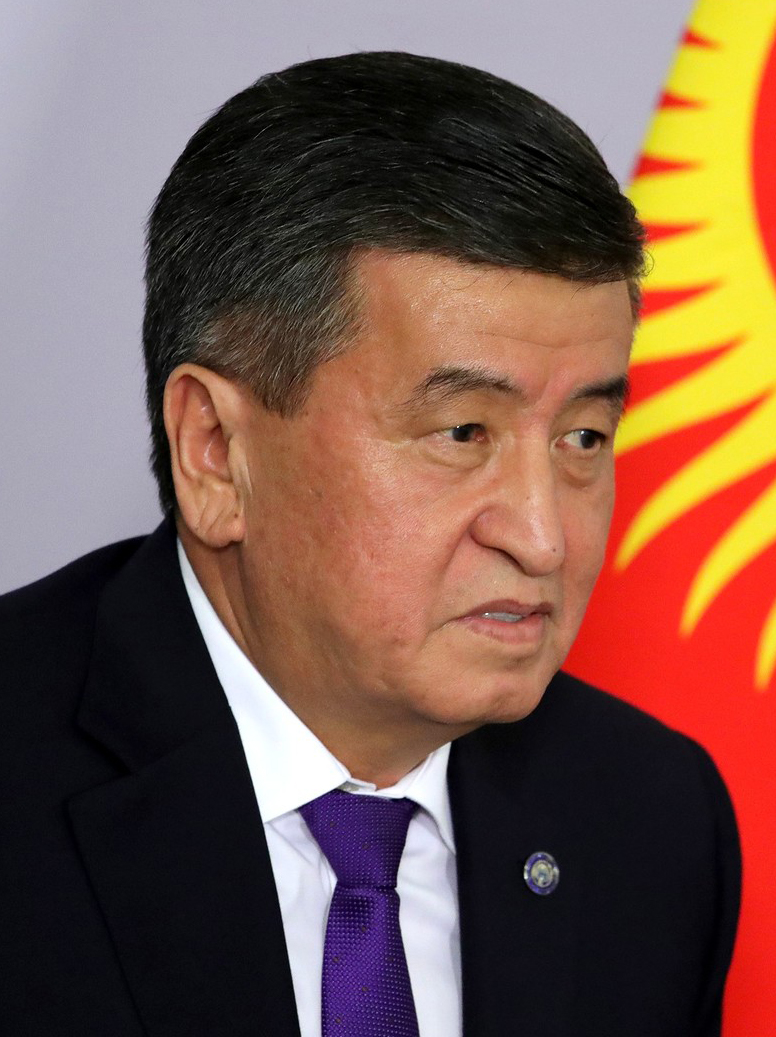
Sz. Dzseenbekov 2018-ban